# Veronika Meduna
Veronika Meduna (* 2. Januar 1965 in Děčín) ist eine deutsche Biologin, Hörfunkjournalistin und Schriftstellerin tschechischer Herkunft, die in Neuseeland dauerhaftes Aufenthaltsrecht besitzt.

## Leben
Veronika Meduna studierte an der Universität Konstanz. 1987 legte sie die Diplom-Vorprüfung in Biologie und 1991 das Diplom in Biotechnologie ab. Anschließend wechselte sie an die University of Otago in Dunedin (Neuseeland) und schloss dort 1994 mit einem Master of Science in Mikrobiologie ab. Im gleichen Jahr erhielt sie an der University of Canterbury in Christchurch das Postgraduate Diploma in Journalistik. Meduna spricht fließend Tschechisch, Deutsch und Englisch, kann sich aber auch in Māori, Mandarin, Russisch, Italienisch, Spanisch sowie Französisch verständigen.

### Wissenschaftliche Arbeit
Zwischen 1988 und 1990 war sie an der Universität Konstanz wissenschaftliche Hilfskraft in der „Arbeitsgruppe Mikrobielle Ökologie“ und anschließend bis 1992 bei der ebenfalls in Konstanz beheimateten Bio System GmbH als Wissenschaftlerin angestellt. Dort befasste sie sich mit Bodenmikrobiologie, untersuchte unter anderem das Potenzial von Erdmikroben zur Säuberung verunreinigter Erde und entwickelte eine Technik zur biologischen Schadstoffentfernung. 1992 bekleidete Meduna zwei Positionen als wissenschaftliche Mitarbeiterin: Zum einen beschäftigte sie sich am (heute so genannten) Zentrum für Umweltforschung und nachhaltige Technologien an der Universität Bremen mit der Extraktion und Veredelung von Algentoxinen und wirkte darüber hinaus an einer Studie mit, die die für das Einsetzen der Algenblüte verantwortlichen Umweltfaktoren erfassen sollte. Zudem beteiligte sie sich für das Department of Zoology, Wildlife Management der Universität von Otago an einer umfassenden Beobachtung Neuseeländischer Seebären auf der Otago Peninsula. 1993 schließlich arbeitete sie als wissenschaftliche Mitarbeiterin am Waste Technology Research Centre der Universität und konzentrierte sich dort wieder auf die Bodenreinigung durch Erdmikroben.

### Journalistische Arbeit
Bereits seit ihrem ersten Semester verfasste sie wissenschaftliche Artikel für die Medien. Im Jahr 2001 reiste Meduna zur Scott Base in die Antarktis, um dort die Arbeit eines Eisbohrkern-Forschungsteams zu dokumentieren. 2002 verbrachte sie drei Monate als David Low Chevening Fellow am Green College der University of Oxford in England und forschte dort über die Rolle der Medien in wissenschaftlicher Risiko- und Krisenkommunikation. Ein Stipendium der Asia New Zealand Foundation ermöglichte es ihr 2004, eine Gruppe mehrerer Archäologen bei Ausgrabungen in Kambodscha zu begleiten. Im Herbst 2006 war sie Co-Kuratorin der vom 5. September bis 26. November laufenden Ausstellung „Butterflies, Boffins & Black Smokers: two centuries of science in New Zealand“ der National Library of New Zealand.
Meduna arbeitete für The Press und schreibt regelmäßig für den New Zealand Listener, das führende Wochenmagazin zu aktuellem Zeitgeschehen. Darüber hinaus wirkt sie an Te Ara: The Encyclopedia of New Zealand, einem Onlineprojekt des Ministry for Culture & Heritage, mit. Einer breiten Öffentlichkeit ist sie jedoch vor allem durch die von ihr produzierte und präsentierte wöchentliche Wissenschaftssendung Our Changing World in der öffentlich-rechtlichen Hörfunkanstalt Radio New Zealand bekannt.

## Auszeichnungen
- 1994: Media Peace Award – Print, Youth für ein Portfolio an Artikeln über psychische Gesundheit
- 1995: Industrial Research Limited Science Journalism Award – Merit Award
- 1996: Industrial Research Limited Science Journalism Award – Merit Award
- 1997: Industrial Research Limited Science Journalism Award – Merit Award
- 2000: Association of Crown Research Institutes Science Journalism Prize
- 2001: Qantas Media Award – Best science radio journalist
- 2002: Qantas Media Award – Best news and current affairs presenter
- 2009: ABU Asiavision Award – Best radio documentary on climate change
- 2009: Elsie Locke Award – Non-fiction für Atoms, Dinosaurs & DNA. 68 Great New Zealand Scientists

## Publikationen
- Changes of microbial populations in agricultural soil after the introduction of organic waste. Otago University Press, Dunedin 1994
- (gemeinsam mit Choon Tan) Teach Your Children Well. Canterbury University Press, Christchurch 1996, ISBN 978-0-908812-51-6
- (gemeinsam mit Mavis Airey) AA Spiral Guide: New Zealand. AA Press, Basingstoke 2002, ISBN 978-0-7495-3344-1

- AAA Spiral Guide: New Zealand. American Automobile Association, Heathrow 2002, ISBN 978-1-56251-759-5
- Falk Spirallo Reiseführer: Neuseeland. Falk, Ostfildern 2005, ISBN 978-3-8279-0189-7
- National Geographic Spirallo Reiseführer: Neuseeland. MairDumont, Ostfildern 2009, ISBN 978-3-8297-3261-1
- Dookoła świata: Nowa Zelandia. Pascal, Bielsko-Biała 2010, ISBN 978-83-7513-661-6

- (gemeinsam mit Rebecca Priestley) Atoms, Dinosaurs and DNA – 68 Great New Zealand Scientists. Random House New Zealand, Auckland 2008, ISBN 978-1-86941-954-7
- Science on Ice. Discovering the Secrets of Antarctica. Auckland University Press, Auckland 2011, ISBN 978-1-86940-583-0